# Amazon Prime
Amazon Prime là dịch vụ đăng ký trả phí do Amazon cung cấp, cung cấp cho người dùng quyền truy cập vào các dịch vụ mà không có sẵn hoặc cần chi phí thêm cho khách hàng điển hình của Amazon. Điều này bao gồm giao hàng miễn phí một hoặc hai ngày (tùy theo địa chỉ), chơi nhạc và video, truyền hình và các lợi ích khác. Vào tháng 1 năm 2020, Amazon báo cáo rằng Prime có hơn 150 triệu thuê bao trên toàn thế giới.  Khả năng thúc đẩy chi tiêu của khách hàng thường được so sánh với chương trình thành viên của Costco.

## Lịch sử

### Lịch sử ban đầu
Năm 2005, Amazon tuyên bố thành lập Amazon Prime, một dịch vụ thành viên cung cấp vận chuyển miễn phí hai ngày trong Hoa Kỳ liền kề trên tất cả các giao dịch mua đủ điều kiện với mức phí hàng năm là 79 đô la (tương đương $118 năm 2022), và giảm giá vận chuyển một ngày. Amazon ra mắt chương trình này tại Đức, Nhật Bản và Vương quốc Anh vào năm 2007; ở Pháp (như "Amazon Premium") năm 2008, ở Ý năm 2011, ở Canada năm 2013, ở Ấn Độ vào tháng 7 năm 2016  và ở Mexico vào tháng 3 năm 2017. Theo Amazon, hiện tại có các thành viên Prime tại 17 quốc gia ở Bắc Mỹ, Châu Âu và Châu Á - Thái Bình Dương.

### Từ 2012 đến 2016
Thành viên của Amazon Prime tại Úc, Canada, Đức, Anh, Ấn Độ và Hoa Kỳ cũng cung cấp Amazon Video, phát trực tiếp các bộ phim và chương trình TV được chọn mà không phải trả thêm phí. Vào tháng 11 năm 2011, có thông báo rằng các thành viên Prime có quyền truy cập vào Thư viện cho thuê của Chủ sở hữu Kindle, cho phép người dùng mượn tới một tháng sách điện tử Kindle phổ biến được chỉ định. Những người có địa chỉ email tại một miền học thuật như .edu hoặc .ac.uk, thường là sinh viên, đủ điều kiện nhận các đặc quyền của Prime Student, bao gồm giảm giá cho tư cách thành viên Prime.
Vào tháng 3 năm 2014, Amazon đã tăng phí thành viên hàng năm của Hoa Kỳ cho Amazon Prime từ $ 79 lên $ 99. Ngay sau khi thay đổi này, Amazon đã công bố Prime Music, cung cấp phát nhạc không giới hạn, không có quảng cáo. Vào tháng 11 năm 2014, Amazon đã thêm Prime Photos, thêm dung lượng lưu trữ không giới hạn của các tệp được coi là ảnh trong Amazon Drive của người dùng. Amazon bắt đầu cung cấp giao hàng miễn phí trong cùng ngày cho các thành viên Prime tại 14 khu vực đô thị của Hoa Kỳ vào tháng 5 năm 2015.
Vào tháng 4 năm 2015, Amazon đã bắt đầu hợp tác thử nghiệm với Audi và DHL để phân phối trực tiếp vào cốp xe của Audi, có sẵn ở khu vực Munich, Đức cho một số người dùng xe hơi kết nối với Audi.
Vào tháng 12 năm 2015, Amazon tuyên bố rằng "hàng chục triệu người" là thành viên của Amazon Prime. Amazon Prime đã thêm 3 triệu thành viên trong tuần thứ ba của tháng 12 năm 2015. Tháng đó Amazon đã công bố việc tạo ra Streaming Partners Program, một dịch vụ đăng ký cung cấp cho các thuê bao Amazon Prime các dịch vụ video phát trực tuyến bổ sung. Trong số các nhà cung cấp lập trình tham gia chương trình có Showtime, Starz. Câu lạc bộ phim trọn đời (chứa các tựa phim gốc gần đây từ Truyền hình trọn đời và Mạng phim trọn đời), Smithsonian Earth và Qello Concerts.

### 2016 trở đi
Vào tháng 1 năm 2016, Amazon Prime đạt 54 triệu thành viên theo báo cáo từ Đối tác nghiên cứu trí tuệ người tiêu dùng. Một số báo cáo vào tháng 1 năm 2016 cho biết gần một nửa số hộ gia đình Mỹ là thành viên của Amazon Prime tại thời điểm đó.
Vào tháng 4 năm 2016, Amazon tuyên bố giao hàng trong ngày sẽ được mở rộng để bao gồm các khu vực Charlotte, Cincinnati, Fresno, Louisville, Milwaukee, Nashville, Central New Jersey, Raleigh, Richmond, Sacramento, Stockton và Tucson, nâng tổng số khu vực phục vụ lên lên 27 khu vực nội đô.
Vào tháng 9 năm 2016, Amazon đã ra mắt dịch vụ giao hàng tại nhà hàng cho các thành viên Prime ở London, Anh, với giao hàng miễn phí cho tất cả các đơn hàng trên £15.
Vào tháng 9 năm 2016, công ty con Twitch của Amazon đã công bố các tính năng có sẵn cho người dùng có đăng ký Amazon Prime (Twitch Prime), bao gồm ưu đãi hàng tháng cho các trò chơi video và nội dung bổ trợ và khả năng mua đăng ký miễn phí cho kênh của người dùng mỗi tháng một lần.
Vào tháng 12 năm 2016, Amazon đã bắt đầu cung cấp tư cách thành viên Prime cho một tháng thay thế, thay vì phí hàng năm, là 10,99 đô la mỗi tháng, tăng lên 12,99 đô la vào tháng 2 năm 2018.
Vào tháng 12 năm 2016, Amazon đã công bố Wickedly Prime, một dòng thực phẩm và đồ uống mang thương hiệu riêng đã có sẵn cho các thành viên Prime.
Amazon đã công bố Prime Wardrobe, một dịch vụ cho phép khách hàng thử quần áo trước khi họ trả tiền, vào tháng 6 năm 2017.
Năm 2017, Amazon đã công bố chương trình Prime Exclusive Phone, cung cấp một số điện thoại thông minh hiển thị quảng cáo Amazon trên màn hình khóa từ các công ty bao gồm LG, Motorola và Nokia với giá giảm.
Vào tháng 5 năm 2018, Amazon đã tăng phí thành viên Prime Prime hàng năm từ $99 lên $119.
Vào tháng 6 năm 2019, Amazon đã mở rộng giao hàng một ngày của họ với Amazon Prime, nói rằng Prime Free One Day có sẵn cho các thành viên Hoa Kỳ trên hơn 10 triệu sản phẩm mà không cần phải mua số tiền tối thiểu.
Vào ngày 3 tháng 3 năm 2020, Amazon tuyên bố đã cài đặt "các trung tâm thực hiện nhỏ" tại các thành phố chọn lọc của Hoa Kỳ, bao gồm Dallas, Orlando, Philadelphia và Phoenix để giảm thời gian giao hàng trong cùng ngày.
Cuối tháng đó, trong đại dịch coronavirus 2019, ngày giao hàng Prime Express cho các mặt hàng trong kho khác nhau đã bị chậm trễ tới một tháng tại Mỹ thay vì 1-2 ngày như thường lệ, vì Amazon phải vật lộn để đáp ứng nhu cầu và thông báo hãng sẽ ưu tiên vận chuyển các mặt hàng thiết yếu nhất.